# Plectranthus grandicalyx
Plectranthus grandicalyx là một loài thực vật có hoa trong họ Hoa môi. Loài này được (E.A.Bruce) J.K.Morton miêu tả khoa học đầu tiên năm 1998.